# リーブ・アリューシャン航空69便不時着事故
リーブ・アリューシャン航空69便不時着事故（リーブ・アリューシャンこうくうふじちゃくじこ）とは、1982年2月16日に、リーブ・アリューシャン航空69便（日本航空機製造YS-11）がアメリカ合衆国・アラスカ州内で不時着した事故である。

## 事故の概略
1982年2月16日、アンカレッジ国際空港を離陸したリーブ・アリューシャン航空69便は、目的地であるキングサーモン空港直前で、燃料トラブルによりエンジンが2基とも停止。空港手前の氷結した河川に不時着を余儀なくされた。着陸時にエンジンから出火したものの不時着は成功。空港敷地外への不時着で、かつ乗客・乗員39人全員が無事（空港に移動するまでに凍傷を負った乗客はいる）という稀有の事故となった。川に残されたYS-11は、氷が解ける前に回収されて運用に復帰している。

## 事故原因
燃料に混入したわずかな水分が凍結し、生じた微細な氷のかけらが燃料系統内のフィルターを目詰まりさせたため、エンジンに燃料が送られなくなって停止したことによる。通常、氷結防止のためにヒーターが稼動しているが、着陸数分前にスイッチをカットしたところ、冬季のアラスカの低温環境のため一気に凍りついたもの。

## 類似事故
- ブリティッシュ・エアウェイズ38便事故 - 2008年1月17日、ブリティッシュ・エアウェイズのボーイング777がヒースロー空港の滑走路手前の草地に不時着。原因は長時間の飛行により燃料が部分的に凍結、それがFOHE（燃料/オイル熱交換器）の部分で目詰まりを起こした。38便は着陸直前でそのような症状に見舞われたため、パイロットたちには回復操作をする余裕がなく、機体は全損・大破扱いになったが、幸い、乗員乗客152人全員が無事だった。
- タカ航空110便緊急着陸事故 - 1988年5月24日。ベリーズからニューオーリンズに向かっていたTACA航空のボーイング737が目的地手前で嵐に遭遇し、大量の雨水と雹を吸い込んだために両エンジンが停止した。パイロットたちは草地の堤防を発見して着陸を試みた。69便と同様に両エンジンの推力喪失後、空港敷地外への不時着を試みて成功した例の一つ。なお、不時着してしばらく後に機体が自重で沈み始めたため、事故機は両エンジンを修理・交換した上で堤防から離陸し、ニューオーリンズ国際空港で徹底的な修理を受けた後、運用に復帰した。